# ناگیسا آئویاما
ناگیسا آئویاما (انگلیسی: Nagisa Aoyama؛ زادهٔ ۱۶ مهٔ ۱۹۹۸) صداپیشگی در ژاپن اهل ژاپن است. وی از سال ۲۰۲۱ میلادی تاکنون مشغول فعالیت بوده‌است.
از فیلم هایی که او به عنوان صداپیشه در آن شرکت داشته است می توان به عشق زندگی! سوپراستار!! اشاره کرد.